# Valle della Caffarella
La Valle della Caffarella è una valle alluvionale creata dal fiume Almone, ancor oggi ricca d'acqua, che affiora da falde e sorgenti.

## Geografia
Si estende dalla via Appia Antica alla via Latina e prende il nome dalla famiglia Caffarelli, proprietaria della grande tenuta che si estendeva sull'intera valle.
Oggi il toponimo viene anche utilizzato per indicare un'area urbana situata nella valle stessa.

## Descrizione
Il territorio è interamente nel comune di Roma ed è parzialmente patrimonio del Parco regionale dell'Appia antica.
Il nome origina dall'unificazione delle tenute ivi preesistenti attuata nel '500 dalla famiglia romana Caffarelli. Tale famiglia negli anni precedenti si era ingrandita al punto da possedere un'enorme tenuta che si snodava da Roma ad Ardea lungo le vie Appia e Ardeatina all'interno dell'agro romano e includeva, oltre all'attuale parco della "Caffarella", le tenute di Valle Lata, Tufetto, Carroceto, Campo del Fico e Casalazzara, acquisite con atto notarile il 30 marzo 1461 da Antonio Caffarelli che così le sottraeva alla potente famiglia dei Colonna, i quali però mantenevano Ardea e il dominio politico su tutto il Lazio meridionale e i suoi centri. 

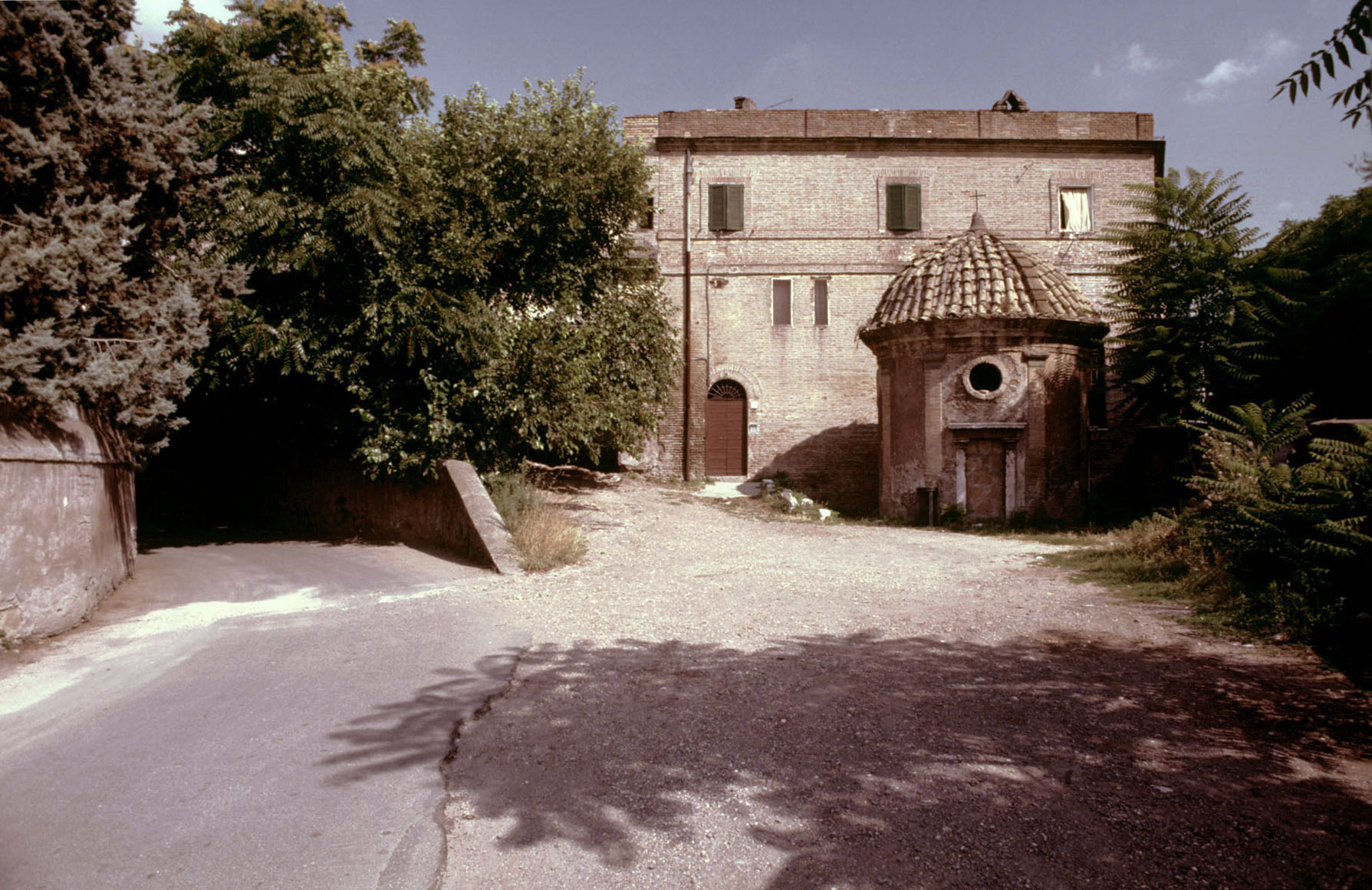
Inizio, a sinistra, di via della Caffarella, al centro il casale a destra l'edicola del Cardinal Reginald Pole 1539, accanto al bivio con via Appia Antica fotografia del 1984

La tenuta passò poi ai Pallavicini e nel 1816 fu acquistata dai Torlonia. Dai Torlonia, per matrimonio, passò nella famiglia di Gerino Gerini.

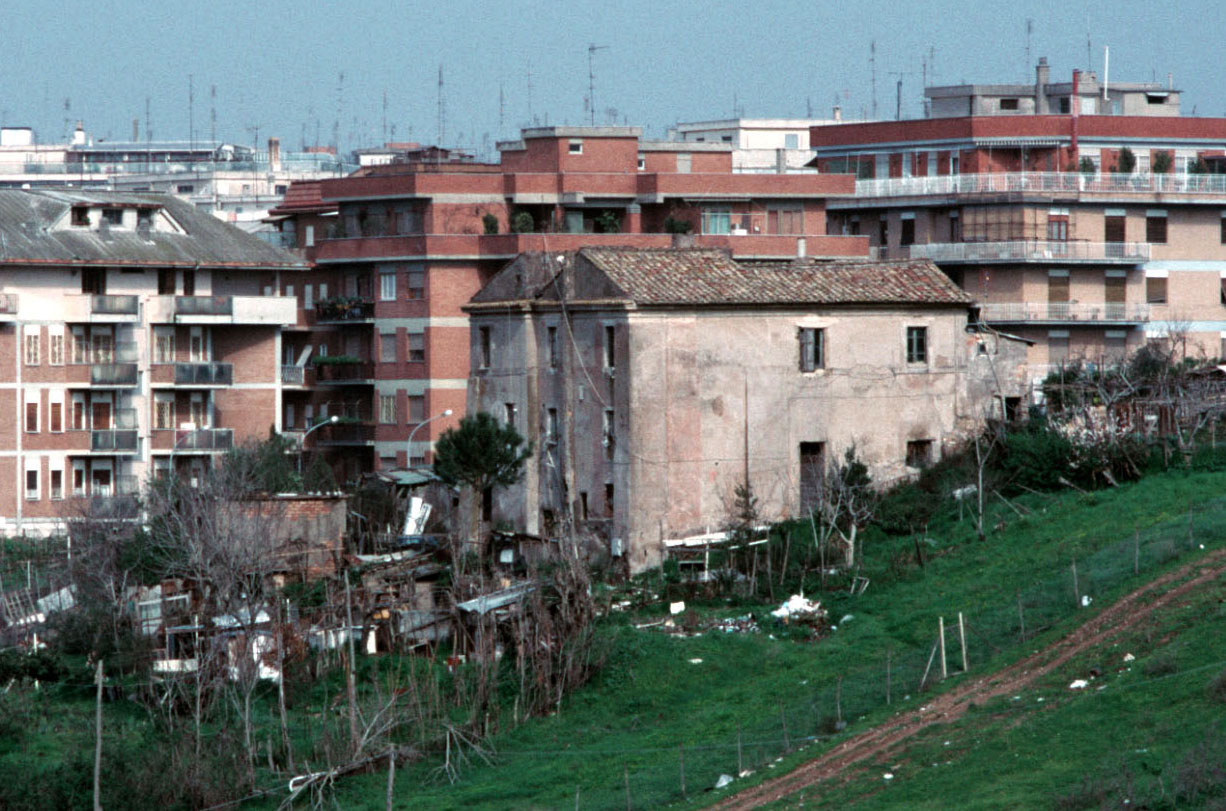
Casale Tarani risalente al 1600 sulla collina prospiciente la Valle della Caffarella, circondato dal quartiere Appio Latino

Nel 1996, al momento del piano di utilizzazione ed esproprio delle prime aree della Caffarella, il territorio si presentava abbandonato al degrado e costantemente minacciato dalla speculazione edilizia (se si guarda una mappa della zona è evidentissima, agli immediati confini del parco, la pressione dell'edilizia intensiva del quartiere Appio-Latino): 
(Corriere della Sera)
Anche per fronteggiare quella pressione, il progetto di pubblicizzazione fu attivamente sostenuto e difeso da parte di associazioni di cittadini, e una ventina d'anni dopo (2016) Il  Comitato per il Parco della Caffarella esiste ancora e - trasformato in Onlus - è ancora attivo su quel territorio.

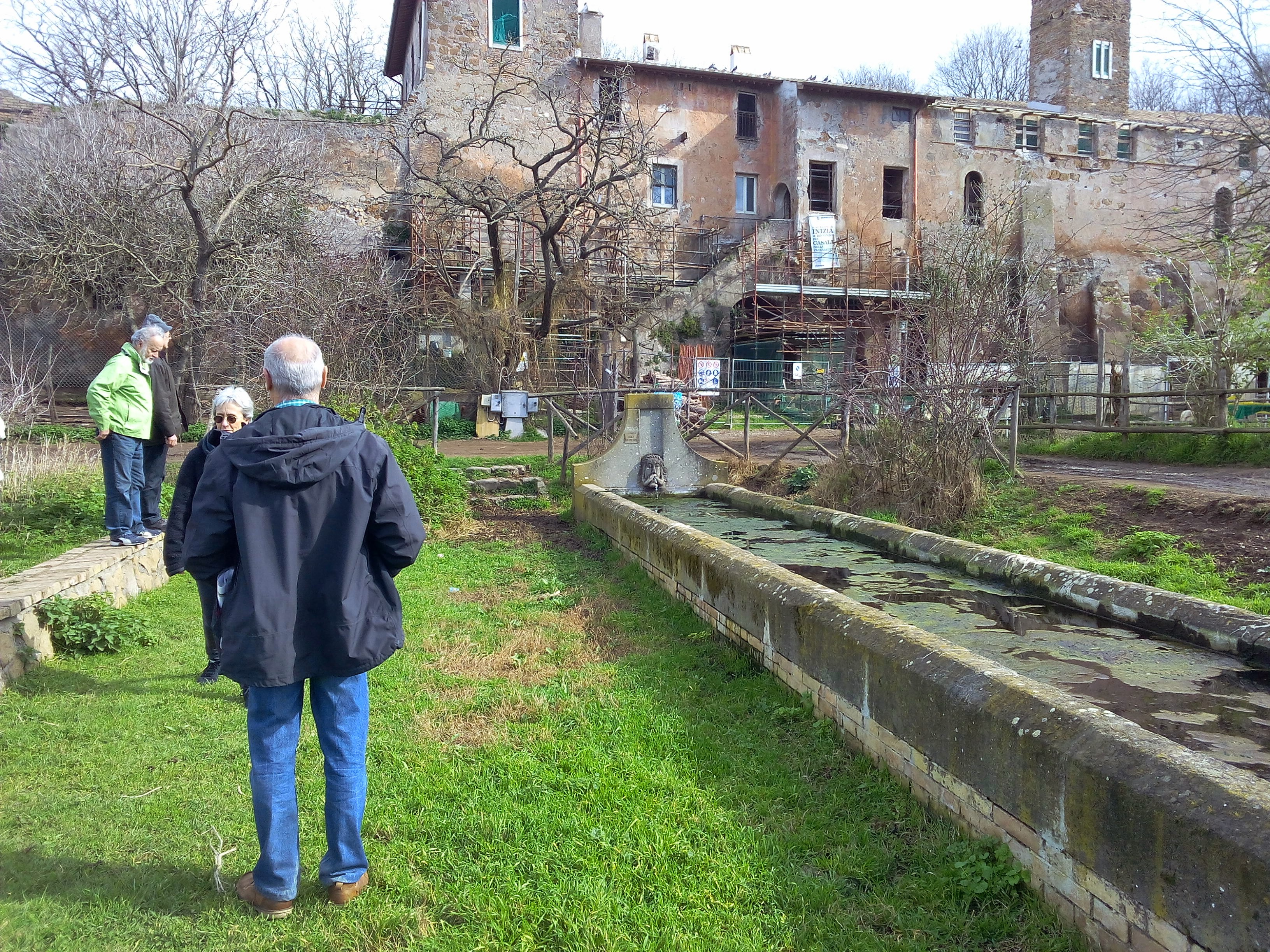
Il Casale della Vaccareccia

La Caffarella è attualmente una delle aree verdi più grandi di Roma (132 ettari di verde pubblico) e fra le maggiori aree verdi urbane d'Europa. Per quanto riguarda il costruito, vi si trovano il cosiddetto Colombario costantiniano, il Ninfeo di Egeria, la Chiesa di Sant'Urbano alla Caffarella, alcuni casali, tra cui il più noto è il Casale della Vaccareccia, documentato fin dal 1547, che incorpora una delle torri di guardia che nel medioevo popolavano la Campagna romana.
Un'estesa rete di sentieri permette di usare il parco per attività ricreative. Questo parco permette di farsi un'idea chiara dell'aspetto naturale che avrebbe l'area di Roma in assenza di antropizzazione, in quanto è un'area quasi del tutto vergine ed incontaminata all'interno dell'ambito dell'Urbe.